# Жеровяне
Жеровяне или Жеровяни (на македонска литературна норма: Жеровјане; на албански: Zherovjani) е село в Северна Македония, в община Боговине.

## География
Селото е разположено в областта Горни Полог.

## История
В обобщен списък на джизието на немюсюлманите от вилаета Калканделен от 18 юли 1628 година селото е отбелязано като Жановян, с 12 ханета (домакинства).
В края на XIX век Жеровяне е българско село в Тетовска каза на Османската империя. Андрей Стоянов, учителствал в Тетово от 1886 до 1894 година, пише за селото:
| „ | С. Жеровяни — има 10 кѫщи и е чифликъ. На църковището селенитѣ колятъ курбанъ на св. Петка. | “ |

Според статистиката на Васил Кънчов („Македония. Етнография и статистика“) от 1900 година Жаровяни е село, населявано от 60 българи християни.
Според патриаршеския митрополит Фирмилиан в 1902 година в Жеровница има 11 сръбски патриаршистки къщи. Към 1905 година цялото население на селото е под върховенството на Българската екзархия. По данни на секретаря на екзархията Димитър Мишев („La Macédoine et sa Population Chrétienne“) в 1905 година в Жеровяни има 40 българи екзархисти.
Според Афанасий Селишчев („Полог и его болгарское население“) в 1929 година Жеровьяне е център на Бървенишка община в Долноположкия срез и има 15 къщи с 48 жители албанци, но на приложената етническа карта селото е отбелязано като смесено българо-албанско.
Според преброяването от 2002 година селото има 914 жители.
| Националност | Всичко |
| македонци    | 3      |
| албанци      | 907    |
| турци        | 4      |
| роми         | 0      |
| власи        | 0      |
| сърби        | 0      |
| бошняци      | 0      |
| други        | 0      |